# Duality
Singles de Slipknot
My Plague
(2002) Vermilion
(2004)
Duality est une chanson du groupe de heavy metal Slipknot, extrait de leur troisième album Vol. 3: (The Subliminal Verses), commercialisé en 2004. Le clip vidéo du titre est listé dans les dix meilleures vidéos de tous les temps par Roadrunner Records.

## Structure musicale
La version album de Duality dure quatre minutes et douze seconde, et la version éditée dure trois minutes. La chanson débute avec une phrase dite par le chanteur Corey Taylor : « I push my fingers into my..., » suivie d'un riff de guitare électrique joué par Mick Thomson, accompagné du clavier joué par Craig Jones, Taylor finissant sa phrase avec « ...eyes ».
Contrairement à la plupart des singles du groupe, Duality, comme toutes les chansons sur Vol. 3, ne contient aucune parole explicite. Thomson explique lors d'une entrevue en 2008 que le chanteur Taylor tentait quelque chose de « différent ». AllMusic explique que les paroles de Duality ne « sont pas exclusives » chez Slipknot mais le considère malgré tout comme brutal. Stylus entend dans Duality un certain « ton grindcore ». Q Magazine explique que la chanson « écarte toute concurrence. »

## Développement et accueil
Duality est originellement commercialisée sous format CD single le 4 mai 2004,. Le 25 mai, le single est commercialisé sous format disque microsillon rouge 45 tours en parallèle à la sortie de l'album. Duality atteint les cinquième et sixième places aux classements Hot Mainstream Rock Tracks et Hot Modern Rock Tracks. Au UK Singles Chart, la chanson atteint la 15e place.

## Classements
| Classements (2004)                          | Meilleure position |
| ------------------------------------------- | ------------------ |
| German Singles Chart                        | 28                 |
| Sweden Singles Top 60                       | 35                 |
| Irish Singles Chart                         | 43                 |
| French Singles Chart                        | 74                 |
| Swiss Singles Chart                         | 87                 |
| UK Singles Chart                            | 15                 |
| UK Rock and Metal Chart                     | 1                  |
| US Billboard Bubbling Under Hot 100 Singles | 6                  |
| US Billboard Hot Mainstream Rock Tracks     | 5                  |
| US Billboard Hot Modern Rock Tracks         | 6                  |

## Certifications
| Pays              | Certification | Unités certifiées |
| ----------------- | ------------- | ----------------- |
| Royaume-Uni (BPI) | Or            | 400 000           |

## Listes des titres
CD Single
| No | Titre                    | Durée |
| -- | ------------------------ | ----- |
| 1. | Duality (Single Version) | 3:33  |
| 2. | Don't Get Close          | 3:45  |
| 3. | Disasterpiece (Live)     | 5:23  |

CD édition limitée
| No | Titre                    | Durée |
| -- | ------------------------ | ----- |
| 1. | Duality (Single Version) | 3:33  |
| 2. | Don't Get Close          | 3:45  |

Vinyle 7 tours
| No | Titre                    | Durée |
| -- | ------------------------ | ----- |
| 1. | Duality (Single Version) | 3:33  |
| 2. | Don't Get Close          | 3:45  |

CD promotionnel (États-Unis)
| No | Titre                   | Durée |
| -- | ----------------------- | ----- |
| 1. | Duality (Edit)          | 3:33  |
| 2. | Duality (Album Version) | 4:13  |

CD promotionnel (Europe)
| No | Titre   | Durée |
| -- | ------- | ----- |
| 1. | Duality | 3:33  |